# Darius Maskoliūnas
Darius Maskoliūnas (1971.) je bivši litavski košarkaš i državni reprezentativac. Igrao je na mjestu beka šutera. Visine je 196 cm. Igrao je u Euroligi sezone 1998./99. za litavski BC Žalgiris iz Kaunasa.